# NGC 6495
NGC 6495 est une galaxie elliptique située dans la constellation du Dragon. Sa vitesse par rapport au fond diffus cosmologique est de 3 049 ± 14 km/s, ce qui correspond à une distance de Hubble de 45,0 ± 3,2 Mpc (∼147 millions d'al). NGC 6495 a été découverte par l'astronome allemand Albert Marth en 1864.
À ce jour, 11 mesures non basées sur le décalage vers le rouge (redshift) donnent une distance de 44,145 ± 3,226 Mpc (∼144 millions d'al), ce qui est à l'extérieur des valeurs de la distance de Hubble.

## Supernova
La supernova SN 1998bp a été découverte dans NGC 6495 le Modèle:Date-29 avril 1998 l'astronome amateur britannique Mark Armstrong. Cette supernova était de type Ia.